# Vente d'esclaves au Caire
Vente d'esclaves au Caire (en anglais : The Slave Market) est une peinture de Jean-Léon Gérôme (1824-1904) conservée au Cincinnati Art Museum.

## Histoire et description
L'orientalisme, mouvement artistique européen qui a vu son sommet à la fin du XIXe siècle, a exploré des thèmes et des motifs « exotiques », tirés de cultures non européennes et qui stéréotypaient « l'Orient ». Il a influencé les beaux-arts et aussi les arts décoratifs.  
Les scènes orientalistes représentaient une antithèse de la réalité urbaine moderne européenne et offraient un changement d'atmosphère, l'image d'une civilisation en partie reconstruite. Ces peintures n'étaient pas des documents réalistes, plutôt des rêveries romantiques, évoquant la passion, l'érotisme, le « primitivisme » de l'Orient.
Ce mouvement artistique débute progressivement et se développe en France, après la Campagne d'Égypte, de 1798. Il s'est formé à l'intérieur d'autres mouvements, tels que le romantisme, l'exotisme et le classicisme. Dans le monde arabe et moyen-oriental, on vit un environnement libre des conventions bourgeoises occidentales.
Jean-Léon Gérôme était le peintre orientaliste le plus affirmé et le plus influent de France. Il était très réaliste : les visages, les corps, les bâtiments et les paysages sont précisément rendus. Parmi ses sujets, figuraient aussi des scènes - exotisées et érotisées - d’esclaves féminines et de  harems. « l'Orient » donc, vu comme un lieu de mystère, de sensualité et aussi de décadence.
Esclavage et marché aux esclaves étaient en activité, en Égypte, dans les années 1870, et Gérôme en a été témoin, au cours de ses voyages en Orient. Il a dépeint le désespoir des esclaves, en attendant d'être vendues, mais il s'attarda aussi sur les poses sensuelles, sur les corps nus des femmes, sur le nu esthétique. Il  condamnait donc ce commerce sauvage des humains, mais il fantasmait aussi sur des poses sexuelles : un mélange de pitié et de luxure.
Ces femmes sont allongées sur des grabats, le long du trottoir d'une rue. Leurs corps, dans la poussière, sont sales et couverts de haillons. Un gardien, à travers une ouverture, les surveille de près.

### Expositions
- 26 mars 2019-21 juillet 2019 : Le Modèle noir, de Géricault à Matisse, Musée d'Orsay, Paris.

## Images

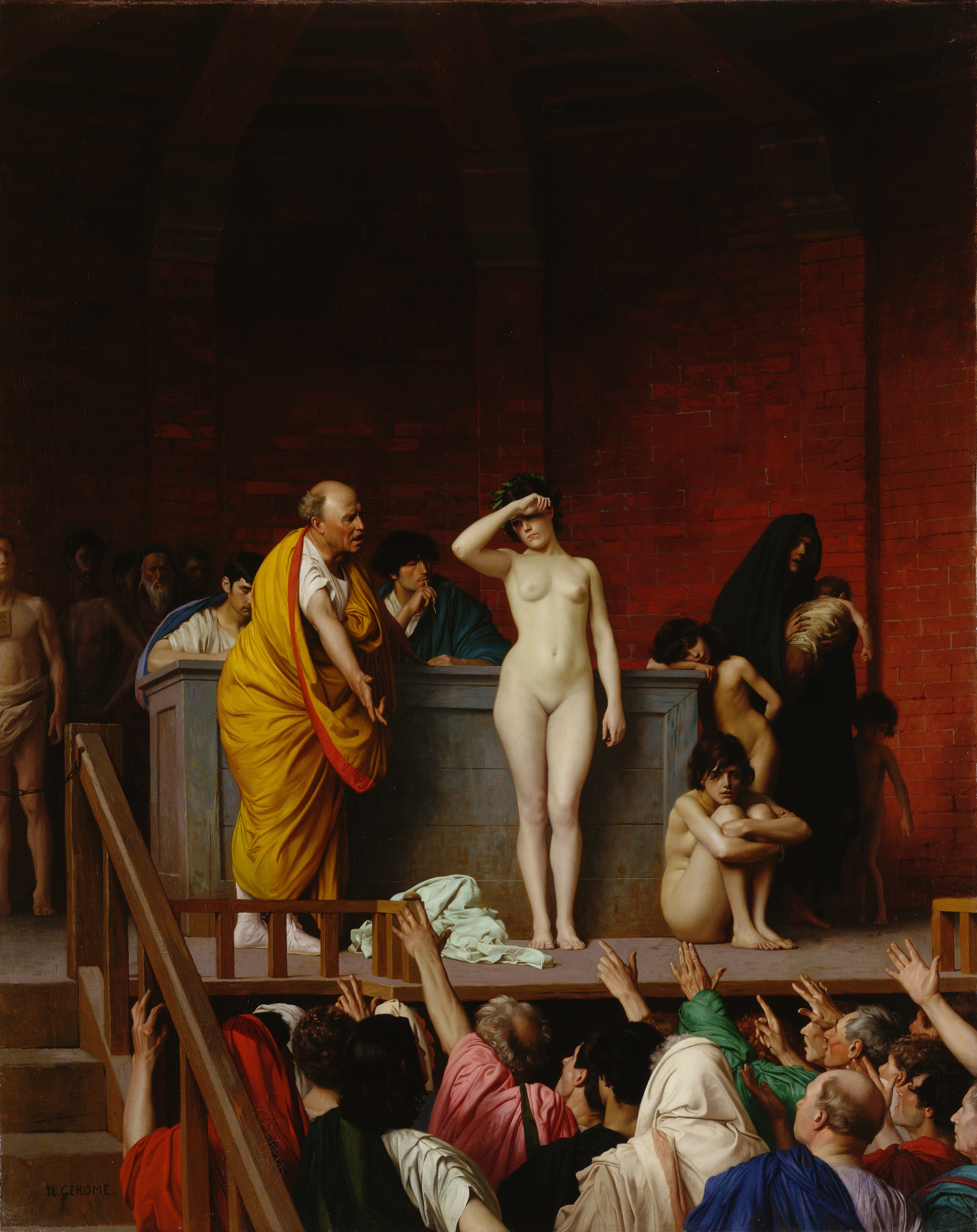
Jean-Léon Gérôme, Marché des esclaves pendant la Rome antique, 1884 Musée de l'Ermitage.
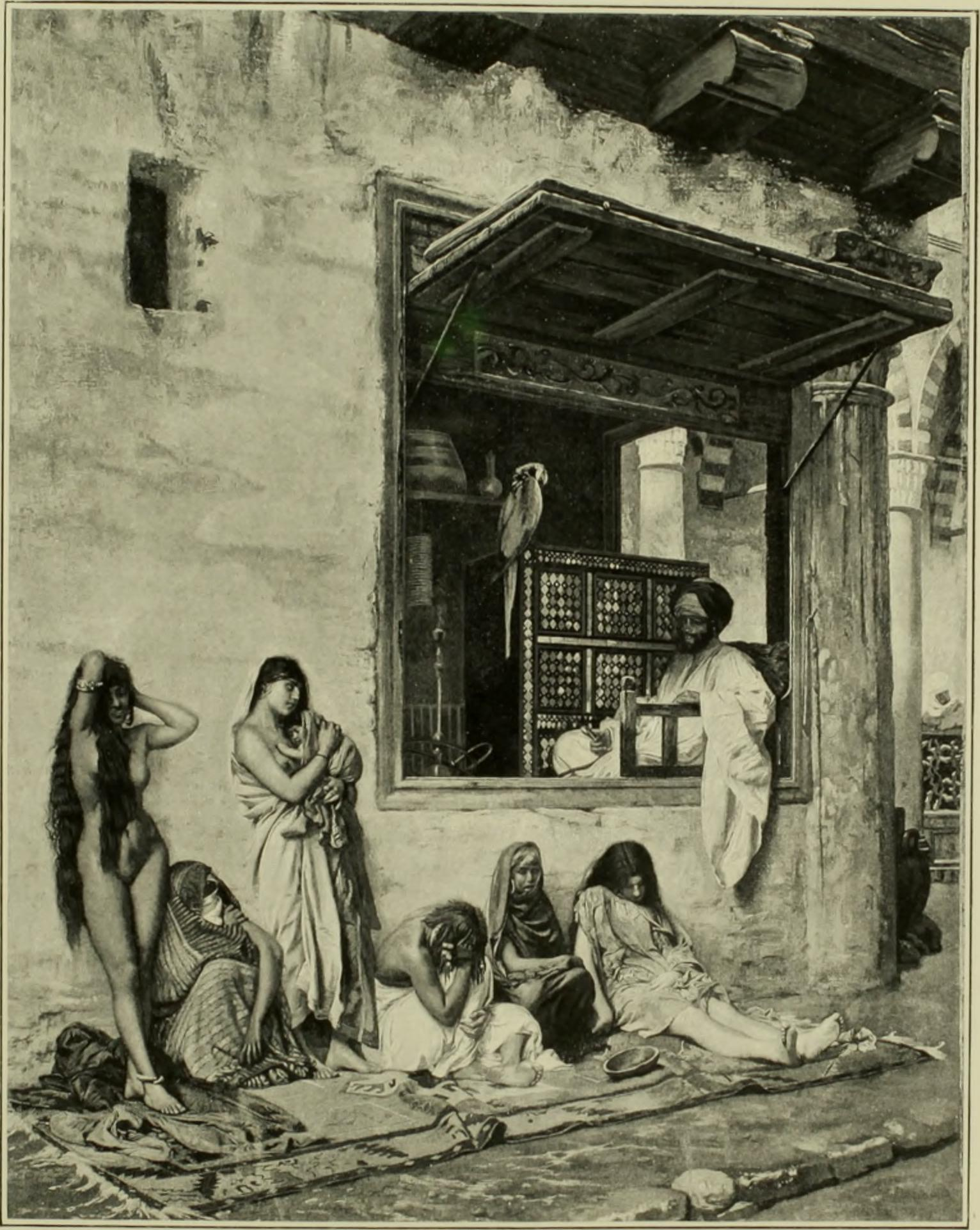
Gérôme, Vente d'esclaves au Caire[1].
Gérôme, Marché des esclaves, 1866 env. Clark Art Institute.
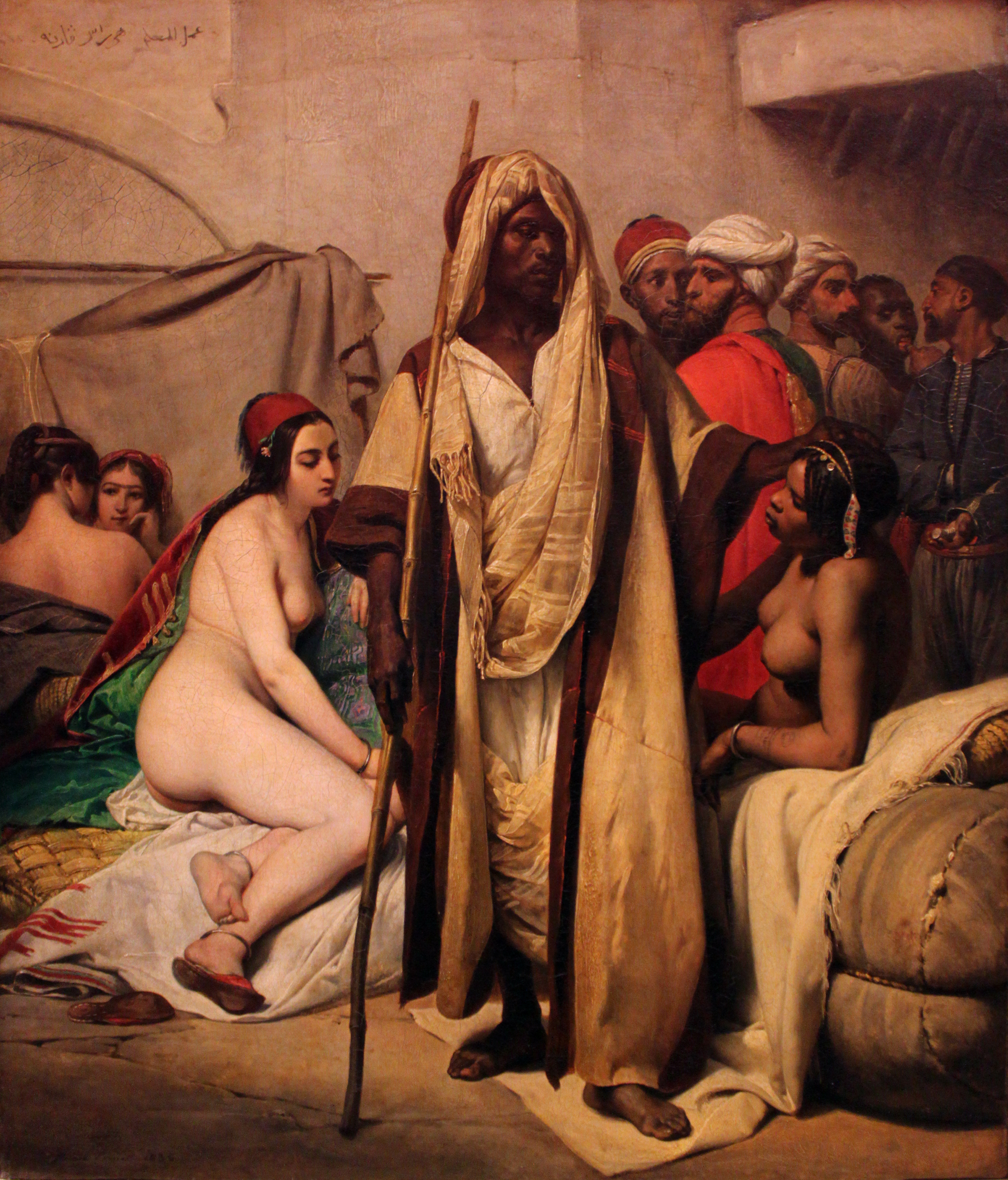
Horace Vernet, Le Marché d'esclaves en. 1836 Alte Nationalgalerie.